# عشران (القبيطة)

تعديل مصدري - تعديل

عشران هي إحدى قرى عزلة كرش بمديرية القبيطة التابعة لمحافظة لحج، بلغ تعداد سكانها 78 نسمة حسب تعداد اليمن لعام 2004.